# JETT/ジェット
『JETT／ジェット』（原題: Jett）は、2019年に放送されたアメリカ合衆国のテレビドラマシリーズ。天才的な泥棒として裏社会で生きる主人公を描く。企画・制作はセバスチャン・グティエレス、出演はカーラ・グギノ、ジャンカルロ・エスポジート、エレナ・アナヤなど。アメリカでは2019年6月から8月にかけてCinemaxで放送された。その後Cinemaxがオリジナル番組の開発を全て中止したため打ち切りとなったが、第2シーズンの可能性を模索していることが発表されている。
日本では2019年9月13日からスターチャンネルより日本語字幕・吹き替え版が放送された。

## あらすじ
天才的な泥棒として裏社会で生きてきたデイジー・“ジェット”・コワルスキー。刑務所を出たジェットは足を洗い、バーテンダーとして働きながら子育てをしていた。そんな中、昔の仲間が仕事を持ちかけてくる。

## キャスト

### メイン
デイジー・“ジェット”・コワルスキー
演 - カーラ・グギノ、吹き替え - 藤本喜久子
チャーリー・ボードレア
演 - ジャンカルロ・エスポジート、吹き替え - 広瀬彰勇
マリア
演 - エレナ・アナヤ、吹き替え - よのひかり
ジャック・“ジャッキー”・デノン
演 - マイケル・アロノフ、吹き替え - 烏丸祐一
フェニックス
演 - ハイタ・ヤンセン
エバンス
演 - ギル・ベローズ
ベニー
演 - クリス・バッカス、吹き替え - 福田賢二
チャールズ・ジュニア
演 - ジェントリー・ホワイト、吹き替え - 田中進太郎
ジョジー・ランバート
演 - ジョディ・ターナー＝スミス
アリス
演 - ヴァイオレット・マッグロウ、吹き替え - 菅野真衣

### リカーリング
Miljan Bestic
演 - グレッグ・ブリック
Rosalie
演 - ルーシー・ウォルターズ
Rufus "Quinn" Quinton
演 - ムスタファ・シャキール
Eddie McKay
演 - デヴィッド・アーロン・ダマニー
Carl
演 - レインボー・フランクス
Blair Howell
演 - シャイロ・フェルナンデス
Robert "Bobby" Larcum
演 - グレッグ・ロウ
Carlyle
演 - ブルース・グリーンウッド
Neal
演 - ガス・ハルパー

## エピソード
| 通算 話数 | タイトル                                 | 監督                | 脚本                | 放送日        | US視聴者数 (百万人) |
| --------- | ---------------------------------------- | ------------------- | ------------------- | ------------- | ------------------- |
| 1         | "デイジー" "Daisy"                       | Sebastian Gutierrez | Sebastian Gutierrez | 2019年6月14日 | 0.120               |
| 2         | "チャールズJr." "Charles Junior"         | Sebastian Gutierrez | Sebastian Gutierrez | 2019年6月21日 | 0.101               |
| 3         | "フェニックス" "Phoenix"                 | Sebastian Gutierrez | Sebastian Gutierrez | 2019年6月28日 | 0.112               |
| 4         | "フランク・スウィーニー" "Frank Sweeney" | Sebastian Gutierrez | Sebastian Gutierrez | 2019年7月5日  | 0.125               |
| 5         | "ベニー" "Bennie"                        | Sebastian Gutierrez | Sebastian Gutierrez | 2019年7月12日 | 0.178               |
| 6         | "ジョジー" "Josie"                       | Sebastian Gutierrez | Sebastian Gutierrez | 2019年7月19日 | 0.133               |
| 7         | "ロザリー" "Rosalie"                     | Sebastian Gutierrez | Sebastian Gutierrez | 2019年7月26日 | 0.134               |
| 8         | "ディロン" "Dillon"                      | Sebastian Gutierrez | Sebastian Gutierrez | 2019年8月2日  | 0.109               |
| 9         | "ミリヤン・ベスティック" "Miljan Bestic" | Sebastian Gutierrez | Sebastian Gutierrez | 2019年8月9日  | 0.121               |

## 製作
2018年4月18日、Cinemaxは本作の製作を発表した。エグゼクティブ・プロデューサー、脚本、監督はセバスチャン・グティエレスが担当した。撮影は2018年6月11日からカナダ・オンタリオ州トロントとオンタリオ州ハミルトンで行われた。

## 評価

### 批評
本作は批評家から好意的な評価を受けている。批評集積サイトのRotten Tomatoesには17件のレビューがあり、批評家支持率は94%、平均点は10点満点で7.5点となっている。また、Metacriticには4件のレビューがあり、加重平均値は65/100となっている。